# Hypsiboas boans
Hypsiboas boans är en groddjursart som först beskrevs av Carl von Linné 1758.  Hypsiboas boans ingår i släktet Hypsiboas och familjen lövgrodor. IUCN kategoriserar arten globalt som livskraftig. Inga underarter finns listade i Catalogue of Life.